# Vibberholm
Vibberholm är en ö i Åland (Finland). Den ligger i Skärgårdshavet och i kommunen Vårdö i landskapet Åland, i den sydvästra delen av landet. Ön ligger omkring 26 kilometer nordöst om Mariehamn och omkring 260 kilometer väster om Helsingfors.
Öns area är 0,99 kvadratkilometer och dess största längd är 1,4 kilometer i sydöst-nordvästlig riktning.